# Matteo Jorgenson
Matteo Jorgenson (født 1. juli 1999 i Walnut Creek) er en cykelrytter fra USA, der er på kontrakt hos Team Visma | Lease a Bike.
Efter han fra starten af 2020 skrev en toårig kontrakt med spanske Movistar Team, blev kontrakten i november samme år forlænget, så den nu var gældende til og med 2023-sæsonen. I midten af august 2023 blev det offentliggjort at Jorgenson fra 2024-sæsonen havde skrevet en treårig kontrakt med Team Jumbo-Visma.